# العميد (محافظة العيص)
العميد، قرية من قرى محافظة العيص، والتابعة لمنطقة المدينة المنورة في السعودية.